# 10年代
| 千纪： | 1千纪                                                                        |
| 世纪： | 前1世纪 \| 1世纪 \| 2世纪                                                    |
| 年代： | 前10年代 \| 前0年代 \| 0年代 \| 10年代 \| 20年代 \| 30年代 \| 40年代         |
| 年份： | 10年 \| 11年 \| 12年 \| 13年 \| 14年 \| 15年 \| 16年 \| 17年 \| 18年 \| 19年 |

10年代從10年1月1日開始，於19年12月31日結束。

## 大事记
- 巴克特里亞的希腊王朝灭亡。
- 王莽所立新朝灭亡。
- 14年，罗马帝国皇帝奥古斯都卒，养子提贝里乌斯嗣位。

## 登位
- 提贝里乌斯，羅馬皇帝（14年 - 37年）

## 逝世
- 奥古斯都，羅馬皇帝（前27年 - 14年）
- 日耳曼尼庫斯，罗马将军（前16或15年 - 19年）